# Putler

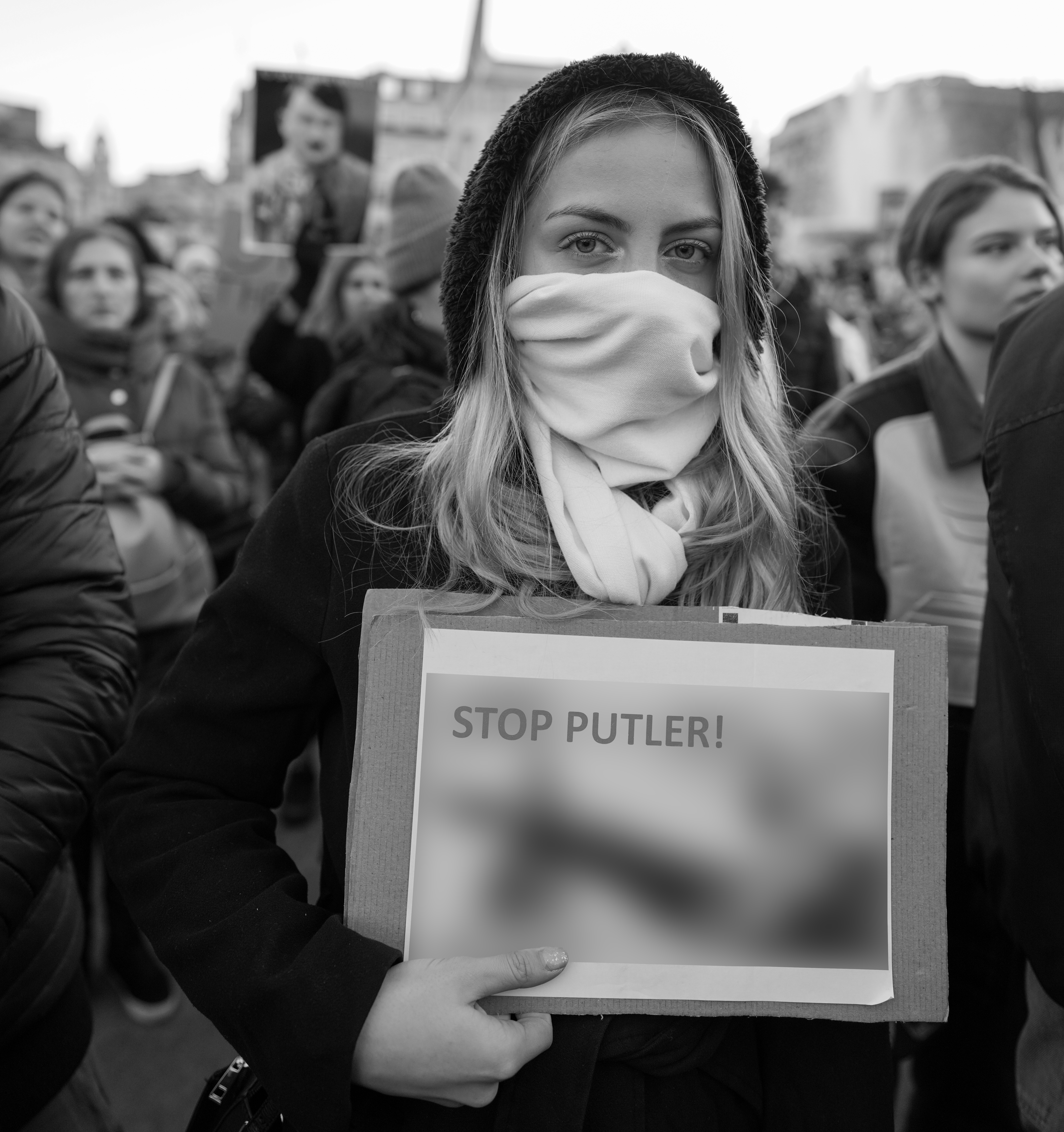
Eine Demonstrantin hält ein Schild mit der Aufschrift „Nach der Invasion Russlands in der Ukraine im Jahr 2022“.

Putler (russisch Путлер), manchmal auch auf Vladolf Putler oder Wladolf Putler erweitert (russisch Владольф Путлер) ist ein abwertender Neologismus und Kofferwort, das aus der Verbindung der Namen von Wladimir Putin und Adolf Hitler entstanden ist. Wird oft im Slogan „Putler Kaput!“ verwendet. (deutsch Putler kaputt!; russisch Путлер Капут!, wörtlich: „Putler gebrochen!“) von Leuten, die gegen Putin sind, hat der Begriff eine negative Konnotation.